# Pauly-Wissowa
Realencyclopädie der classischen Altertumswissenschaft, съкратено Pauly-Wissowa (Паули-Висова), също Pauly-Wissowa-Kroll или само RE, е авторитетна енциклопедия на античността на немски език.
Изданието е многотомно и неколкократно преработвано, като съкратеното популярно наименование идва от имената на неговите автори. От 1837 до 1864 г. Август Паули издава Real-Encyclopädie der classischen Alterthumswissenschaft. В последното десетилетие на 19 век Георг Висова се заема с преработка, която се разраства до 83 тома, като последния излиза в 1978 г.
В края на 20 век изданието е преработено в по-компактен вид, наречен Der Neue Pauly и е преведено на английски език (Brill’s New Pauly: Encyclopaedia of the Ancient World, 2006 – 2007). Der Neue Pauly и Brill’s New Pauly са достъпни в електронен формат по интернет. Томовете на оригиналното немско издание са достъпни в интернет архива